# Nederlands Ereveld Oslo

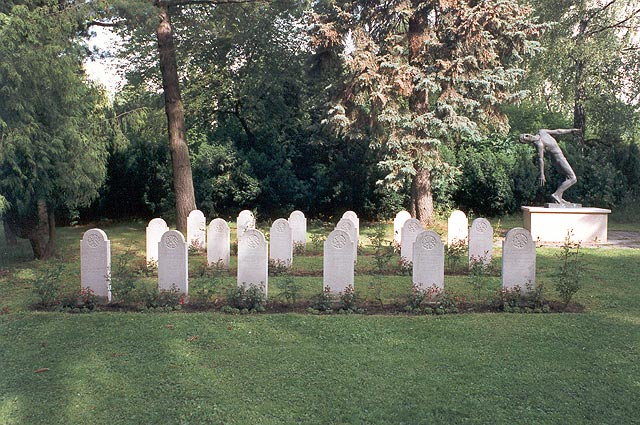
Erebegraafplaats Oslo

Het Nederlands Ereveld Oslo is een ereveld voor de Nederlanders die omkwamen in Noorwegen, Zweden en Finland. Het ereveld bevindt zich op de begraafplaats Vestre Gravlund in Volvat in Oslo, Noorwegen, en telt 37 graven.
Veel van deze graven zijn van gesneuvelde militairen van de Marine en gevangenen die omkwamen in concentratiekamp Ravensbrück. Deze mensen zijn gevonden na de evacuatie van het kamp door het Zweedse Rode Kruis, onder leiding van Graaf Folke Bernadotte. Bij de opening van het ereveld lagen er 14 soldaten begraven; in de loop van de tijd zijn nog 23 andere Nederlanders er herbegraven.